# Hate Rock
Hate Rock – album muzyczny zawierający utwory różnych wykonawców muzycznych, przede wszystkim polskich ale również z innych krajów, wydany w 1999 r. zamieszczony na jednej płycie kompaktowej. Jest to składanka, na której zamieszczono utwory wielu wykonawców reprezentujących takie ruchy w muzyce jak Rock Against Communism czy hatecore. Pod względem kompozycji muzycznych są to utwory zaliczane do takich gatunków jak hard rock, oi!, heavy metal, hardcore. Album ukazał się w 1999 r. Wydawcą była Narodowa Scena Rockowa (NSR).

## Historia i album
Album muzyczny zatytułowany „Hate Rock” został wydany w Polsce, w 1999 r.. Wydawcą jest Narodowa Scena Rockowa (NSR) z Białej Podlaskiej. W ramach katalogu wydawcy otrzymał on identyfikator NSR CD002. Jest to album kompilacyjny (choć w niektórych opracowaniach określany jest jako split), w którym zamieszczono dwanaście utworów wykonywanych przez sześciu wykonawców muzycznych. Nośnikiem danych, na którym go dystrybuowano, jest jedna płyta kompaktowa. Jej tłoczenie wykonała firma Digi Pres, w ramach której otrzymał on numer 76. Stąd krążek ma wytłoczone oznaczenie Matrix / Runout: DIGI PRES ***/76. Dwa utwory zespołu Konkwista 88 są nagrane z tekstem w języku angielskim, a pozostałe w języku polskim. We wkładce do albumu zamieszczono teksty wszystkich utworów z wyjątkiem piosenki Zadrugi, przy której zamieszczono jedynie jej opis, wszystko w języku angielskim.
Należy zauważyć, że pod tytułem „Hate Rock” ukazał się także inny album kompilacyjny wydany przez wytwórnię muzyczną Hate Rock Productions (brak informacji o dacie lub roku jego wydania, identyfikator albumu – HRP 007). Zamieszczono go na jednej kasecie magnetofonowej. Choć pod względem prezentowanej muzyki zamieszczone na tej kompilacji utwory prezentują te same gatunki, style i ruchy muzyczne, a także są tam utwory między innymi zespołów Konkwista 88 i Heavy Rain, to jest to jednak inny album kompilacyjny, z innymi wykonawcami muzycznymi (poza dwoma tu wymienionymi), oraz z innym zestawieniem utworów.

## Muzyka i wykonawcy
Twórczość muzyczna zaprezentowana w albumie zaliczana jest do takich ruchów w muzyce jak Rock Against Communism czy hatecore. Niewątpliwie zawiązana jest również z subkulturą skinhead, ale także etosem chuligańskim. W albumie zaprezentowano utwory sześciu wykonawców muzycznych. Ich kompozycje muzyczne zaliczane są do takich gatunków i stylów muzycznych jak hard rock, oi!, heavy metal, hardcore. Są to następujące zespoły: Batalion, Głos Prawdy, Heavy Rain, Konkwista 88, Wolne Miasto Gdańsk i Zadruga. Utwory poszczególnych wykonawców zostały zamieszczone w ten sposób, że nie są ze sobą przemięszane lecz tworzą zwarte bloki utworów jednego wykonawcy.
Zestawienie wykonawców według liczby utworów zamieszczonych w albumie oraz kolejności wykonawcy w albumie:
| lp. | wykonawca           | liczba utworów | kolejność w albumie |
| --- | ------------------- | -------------- | ------------------- |
| 1   | Batalion            | 3              | 4                   |
| 2   | Głos Prawdy         | 3              | 6                   |
| 3   | Heavy Rain          | 1              | 5                   |
| 4   | Konkwista 88        | 2              | 1                   |
| 5   | Wolne Miasto Gdańsk | 2              | 2                   |
| 6   | Zadruga             | 1              | 3                   |

## Utwory
| lp. | Wykonawca           | tytuł               | czas min.:sek. |
| --- | ------------------- | ------------------- | -------------- |
| 1   | Konkwista 88        | Another Step        | 03:23          |
| 2   | Konkwista 88        | Stand And Fight     | 02:56          |
| 3   | Wolne Miasto Gdańsk | Hool's Attack       | 02:51          |
| 4   | Wolne Miasto Gdańsk | Hate                | 05:27          |
| 5   | Zadruga             | Goreją Wici         | 04:07          |
| 6   | Batalion            | Spirit Of The Fight | 03:40          |
| 7   | Batalion            | The True Noble Man  | 04:03          |
| 8   | Batalion            | Trust Your Race     | 03:14          |
| 9   | Heavy Rain          | God Of War          | 03:59          |
| 10  | Głos Prawdy         | Skinhead            | 03:19          |
| 11  | Głos Prawdy         | Voice Of Truth      | 04:35          |
| 12  | Głos Prawdy         | Against             | 03:48          |